# Yasnopillya
Yasnopillya  (ucraniano: Яснопілля) es una localidad del Raión de Berezivka en el Óblast de Odesa de Ucrania. Según el censo de 2001, tiene una población de 333 habitantes.